# Лангело
Лангело (нід. Langelo) — село в нідерландській провінції Дренте. Входить до муніципалітету Норденвелд.